# روكو باتروينا
روكو باتروينا (20 يونيو 2000 بسبليت في كرواتيا - ) هو لاعب كرة قدم كرواتي في مركز الهجوم.

## روابط خارجية
- روكو باتروينا على موقع اتحاد كرواتيا (الكرواتية)
- روكو باتروينا على موقع قاعدة بيانات كرة القدم.إي يو (الإنجليزية)
- روكو باتروينا على موقع ليكيب (الفرنسية)
- روكو باتروينا على موقع Soccerbase.com (لاعب) (الإنجليزية)
- روكو باتروينا على موقع Soccerway.com (الإنجليزية)
- روكو باتروينا على موقع عالم كرة القدم.نت (الإنجليزية)